# A Ferencvárosi TC 1984–1985-ös szezonja
A Ferencvárosi TC 1984–1985-ös szezonja szócikk a Ferencvárosi TC első számú férfi labdarúgócsapatának egy szezonjáról szól, mely összességében és sorozatban is a 84. idénye volt a csapatnak a magyar első osztályban. A klub fennállásának ekkor volt a 86. évfordulója.

## Mérkőzések
| Színmagyarázat | Színmagyarázat |
| -------------- | -------------- |
|                | Győzelem.      |
|                | Döntetlen.     |
|                | Vereség.       |

### Intertotó-kupa
9. csoport
| 1984. június 30. 17:30 |

| Ferencváros | 0 – 0               | Austria Klagenfurt |
| ----------- | ------------------- | ------------------ |
|             | (0 – 0) Jegyzőkönyv | Buchleitner 53'    |

| Üllői út, Budapest Nézőszám: 10 000 |

| 1984. július 7. 17:30 |

| Spartak Trnava | 1 – 1       | Ferencváros |
| -------------- | ----------- | ----------- |
| Brezina        | Jegyzőkönyv | Kvaszta 87' |

| Spartak Stadion, Nagyszombat |

| 1984. július 14. 18:00 |

| Ferencváros                   | 3 – 0               | FC Zürich    |
| ----------------------------- | ------------------- | ------------ |
| Rab 35' Zsinka 64' Rubold 79' | (1 – 0) Jegyzőkönyv | Jerković 52' |

| Üllői út, Budapest Nézőszám: 10 000 |

| 1984. július 21. 18:00 |

| FC Zürich | 1 – 0               | Ferencváros   |
| --------- | ------------------- | ------------- |
| Rufer 80' | (0 – 0) Jegyzőkönyv | Zsivóczky 54' |

| Linthstrasse, Tuggen Nézőszám: 1 600 |

| 1984. július 28. 18:00 |

| Ferencváros              | 3 – 1               | Spartak Trnava |
| ------------------------ | ------------------- | -------------- |
| Koch 48' Szabadi 73' 80' | (0 – 0) Jegyzőkönyv |                |

| Üllői út, Budapest Nézőszám: 8 000 |

| 1984. augusztus 5. 18:00 |

| Austria Klagenfurt               | 3 – 2               | Ferencváros              |
| -------------------------------- | ------------------- | ------------------------ |
| Senzen 29' Polanz 55' Hrstic 74' | (1 – 1) Jegyzőkönyv | Szabadi 42' Pölöskei 48' |

| Wörthersee Stadion, Klagenfurt |

### NB 1 1984–85

#### Őszi fordulók
| 1. forduló 1984. szeptember 1. |

| Ferencváros                                     | 4 – 1               | Szegedi EOL AK |
| ----------------------------------------------- | ------------------- | -------------- |
| Koch 35' Pölöskei 58' 64' Zsinka 67' Pintér 85' | (1 – 0) Jegyzőkönyv | Birkás 63'     |

| Üllői út, Budapest Nézőszám: 28 000 Játékvezető: Kőrös László (magyar) |

| 2. forduló 1984. szeptember 8. |

| Haladás VSE | 0 – 1               | Ferencváros           |
| ----------- | ------------------- | --------------------- |
|             | (0 – 1) Jegyzőkönyv | Pintér 22' Takács 16' |

| Rohonci úti stadion, Szombathely Nézőszám: 9 000 Játékvezető: Nagy Miklós (magyar) |

| 3. forduló 1984. szeptember 12. |

| Ferencváros           | 2 – 1               | MTK–VM                                  |
| --------------------- | ------------------- | --------------------------------------- |
| Pölöskei 23' Koch 59' | (1 – 1) Jegyzőkönyv | Katzenbach 30' (11-esből) 35' Kajdy 39' |

| Üllői út, Budapest Nézőszám: 25 000 Játékvezető: Nagy Béla (magyar) |

| 4. forduló 1984. szeptember 16. |

| Zalaegerszegi TE                               | 3 – 1               | Ferencváros |
| ---------------------------------------------- | ------------------- | ----------- |
| Péter 8' Rab 37' (öngól) Csepregi 62' Soós 56' | (2 – 0) Jegyzőkönyv | Szántó 66'  |

| ZTE Stadion, Zalaegerszeg Nézőszám: 20 000 Játékvezető: Drigán György (magyar) |

| 5. forduló 1984. szeptember 29. |

| Ferencváros               | 1 – 2               | Budapesti Honvéd               |
| ------------------------- | ------------------- | ------------------------------ |
| Szántó 28' (11-esből) 24' | (1 – 1) Jegyzőkönyv | Détári 35' Varga 62' Dózsa 68' |

| Népstadion, Budapest Nézőszám: 40 000 Játékvezető: Jaczina Róbert (magyar) |

| 6. forduló 1984. október 6. |

| Ferencváros | 0 – 1               | Videoton   |
| ----------- | ------------------- | ---------- |
|             | (0 – 0) Jegyzőkönyv | Gömöri 81' |

| Üllői út, Budapest Nézőszám: 20 000 Játékvezető: Győri László (magyar) |

| 7. forduló 1984. október 10. |

| Vasas               | 1 – 1               | Ferencváros                      |
| ------------------- | ------------------- | -------------------------------- |
| Kiss 40' (11-esből) | (1 – 0) Jegyzőkönyv | Rubold 55' Zsinka 64' Pintér 69' |

| Népstadion, Budapest Nézőszám: 25 000 Játékvezető: Hartmann Lajos (magyar) |

| 8. forduló 1984. október 20. |

| Ferencváros | 0 – 1               | Pécsi MSC |
| ----------- | ------------------- | --------- |
| Szántó 39'  | (0 – 0) Jegyzőkönyv | Toma 50'  |

| Üllői út, Budapest Nézőszám: 15 000 Játékvezető: Szilágyi Sándor (magyar) |

| 9. forduló 1984. október 27. |

| Újpesti Dózsa                     | 2 – 0               | Ferencváros |
| --------------------------------- | ------------------- | ----------- |
| Ebedli 15' Kerekes 63' Kardos 70' | (1 – 0) Jegyzőkönyv |             |

| Népstadion, Budapest Nézőszám: 25 000 Játékvezető: Büki László (magyar) |

| 10. forduló 1984. november 3. |

| Rába ETO                                                  | 5 – 1               | Ferencváros                    |
| --------------------------------------------------------- | ------------------- | ------------------------------ |
| Hannich 25' 66' Csonka 28' Preszeller 65' Szentes 77' 68' | (2 – 0) Jegyzőkönyv | Szabadi 73' Rab 27' Rubold 33' |

| Rába ETO Stadion, Győr Nézőszám: 12 000 Játékvezető: Pádár László (magyar) |

| 11. forduló 1984. november 10. |

| Ferencváros                                 | 1 – 1               | Csepel SC                |
| ------------------------------------------- | ------------------- | ------------------------ |
| Pogány 55' (11-esből) Kovács 28' Rubold 66' | (0 – 0) Jegyzőkönyv | Tulipán 87' Szabó K. 76' |

| Üllői út, Budapest Nézőszám: 17 000 Játékvezető: Fekete Miklós (magyar) |

| 12. forduló 1984. november 21. |

| Debreceni MVSC            | 1 – 0               | Ferencváros |
| ------------------------- | ------------------- | ----------- |
| Magyar 51' 43' Mörtel 65' | (0 – 0) Jegyzőkönyv |             |

| Nagyerdei stadion, Debrecen Nézőszám: 14 000 Játékvezető: Jaczina Róbert (magyar) |

| 13. forduló 1984. november 25. |

| Tatabányai Bányász              | 1 – 4               | Ferencváros                                        |
| ------------------------------- | ------------------- | -------------------------------------------------- |
| Fejes 88' Lakatos 45' Szabó 83' | (0 – 2) Jegyzőkönyv | Szabadi 18' Pölöskei 45' Pogány 84' 89' Kovács 33' |

| Városi Stadion, Tatabánya Nézőszám: 7 000 Játékvezető: Lázin János (magyar) |

| 14. forduló 1984. december 1. |

| Ferencváros | 0 – 1               | Békéscsabai Előre Spartacus              |
| ----------- | ------------------- | ---------------------------------------- |
| Pintér 89'  | (0 – 1) Jegyzőkönyv | Ottlakán 36' Steigerwald 27' Fabulya 59' |

| Üllői út, Budapest Nézőszám: 20 000 Játékvezető: Kovács I. László (magyar) |

| 15. forduló 1984. december 5. |

| Eger SE                              | 1 – 2               | Ferencváros                                   |
| ------------------------------------ | ------------------- | --------------------------------------------- |
| Horváth 52' Csepregi 46' Megyesi 48' | (0 – 2) Jegyzőkönyv | Szabadi 2' Pogány 12' (11-esből) Jancsika 46' |

| Eger Nézőszám: 8 000 Játékvezető: Divinyi Béla (magyar) |

#### Tavaszi fordulók
| 16. forduló 1985. március 2. |

| Békéscsabai Előre Spartacus                | 3 – 1               | Ferencváros |
| ------------------------------------------ | ------------------- | ----------- |
| Sulija 5' Pásztor 60' Melis 76' (11-esből) | (1 – 0) Jegyzőkönyv | Szabadi 50' |

| Kórház utcai stadion, Békéscsaba Nézőszám: 12 000 Játékvezető: Nagy Béla (magyar) |

| 17. forduló 1985. március 9. |

| Ferencváros | 1 – 0               | Eger SE     |
| ----------- | ------------------- | ----------- |
| Szántó 83'  | (0 – 0) Jegyzőkönyv | Megyesi 28' |

| Üllői út, Budapest Nézőszám: 9 000 Játékvezető: Fekete Miklós (magyar) |

| 18. forduló 1985. március 16. |

| Ferencváros | 0 – 0               | Haladás VSE                       |
| ----------- | ------------------- | --------------------------------- |
| Rubold 44'  | (0 – 0) Jegyzőkönyv | Vörös I. 61' Fitos 80' Pintér 89' |

| Üllői út, Budapest Nézőszám: 14 000 Játékvezető: Hartmann Lajos (magyar) |

| 19. forduló 1985. március 24. |

| MTK–VM   | 1 – 0               | Ferencváros  |
| -------- | ------------------- | ------------ |
| Boda 34' | (1 – 0) Jegyzőkönyv | Jancsika 63' |

| Hungária körút, Budapest Nézőszám: 20 000 Játékvezető: Jaczina Róbert (magyar) |

| 20. forduló 1985. március 27. |

| Ferencváros                      | 1 – 0               | Zalaegerszegi TE |
| -------------------------------- | ------------------- | ---------------- |
| Fischer 79' Rubold 59' Bánki 69' | (0 – 0) Jegyzőkönyv | Csepregi 30'     |

| Üllői út, Budapest Nézőszám: 15 000 Játékvezető: Nagy László (magyar) |

| 21. forduló 1985. április 6. |

| Budapesti Honvéd          | 3 – 0               | Ferencváros |
| ------------------------- | ------------------- | ----------- |
| Détári 30' 66' Garaba 77' | (1 – 0) Jegyzőkönyv |             |

| Népstadion, Budapest Nézőszám: 20 000 Játékvezető: Huták Antal (magyar) |

| 22. forduló 1985. április 20. |

| Videoton                              | 2 – 2               | Ferencváros                                   |
| ------------------------------------- | ------------------- | --------------------------------------------- |
| Szabó 40' (11-esből) 71' Wittmann 88' | (1 – 1) Jegyzőkönyv | Zsinka 21' Fischer 67' Szabadi 47' Takács 63' |

| Sóstói Stadion, Székesfehérvár Nézőszám: 20 000 Játékvezető: Divinyi Béla (magyar) |

| 23. forduló 1985. április 27. |

| Ferencváros | 1 – 0               | Vasas |
| ----------- | ------------------- | ----- |
| Szabadi 44' | (1 – 0) Jegyzőkönyv |       |

| Népstadion, Budapest Nézőszám: 20 000 Játékvezető: Pádár László (magyar) |

| 24. forduló 1985. május 4. |

| Pécsi MSC    | 1 – 1               | Ferencváros            |
| ------------ | ------------------- | ---------------------- |
| Róth 39' 10' | (1 – 0) Jegyzőkönyv | Farkas 72' Horváth 80' |

| PMFC Stadion, Pécs Nézőszám: 12 000 Játékvezető: Bay Ferenc (magyar) |

| 25. forduló 1985. május 18. |

| Ferencváros | 1 – 0               | Újpesti Dózsa           |
| ----------- | ------------------- | ----------------------- |
| Szabadi 46' | (0 – 0) Jegyzőkönyv | Sarlós 44' Törőcsik 72′ |

| Népstadion, Budapest Nézőszám: 20 000 Játékvezető: Jaczina Róbert (magyar) |

| 26. forduló 1985. május 22. |

| Ferencváros                                         | 5 – 2               | Rába ETO                                              |
| --------------------------------------------------- | ------------------- | ----------------------------------------------------- |
| Bánki 2' Pölöskei 14' 53' Rubold 21' 50' Zsinka 70' | (3 – 1) Jegyzőkönyv | Hannich 31' Weimper 66' 87' Mészáros 68' Szíjártó 83' |

| Üllői út, Budapest Nézőszám: 25 000 Játékvezető: Fekete Miklós (magyar) |

| 27. forduló 1985. május 25. |

| Csepel SC | 0 – 0               | Ferencváros |
| --------- | ------------------- | ----------- |
|           | (0 – 0) Jegyzőkönyv |             |

| Béke téri stadion, Budapest Nézőszám: 10 000 Játékvezető: Pádár László (magyar) |

| 28. forduló 1985. május 29. |

| Ferencváros             | 2 – 0               | Debreceni MVSC |
| ----------------------- | ------------------- | -------------- |
| Rubold 39' Pölöskei 88' | (1 – 0) Jegyzőkönyv | Supka 49'      |

| Üllői út, Budapest Nézőszám: 15 000 Játékvezető: Kőrös László (magyar) |

| 29. forduló 1985. június 1. |

| Ferencváros | 0 – 2               | Tatabányai Bányász     |
| ----------- | ------------------- | ---------------------- |
|             | (0 – 1) Jegyzőkönyv | Hermann 30' Vincze 47' |

| Üllői út, Budapest Nézőszám: 25 000 Játékvezető: Maczkó József (magyar) |

| 30. forduló 1985. június 9. |

| Szegedi EOL AK                              | 2 – 1               | Ferencváros          |
| ------------------------------------------- | ------------------- | -------------------- |
| Deák 6' 62' Orosházi 33' Móricz 41' Kun 64' | (2 – 1) Jegyzőkönyv | Bánki 40' Farkas 75' |

| Szeged Nézőszám: 7 000 Játékvezető: Lázin János (magyar) |

#### A bajnokság végeredménye
|    | Csapat                      | Játszott | Gy | D  | V  | L  | K  | Gk  | Pont | Megjegyzés                                     |
| -- | --------------------------- | -------- | -- | -- | -- | -- | -- | --- | ---- | ---------------------------------------------- |
| 1  | Bp. Honvéd SE               | 30       | 20 | 6  | 4  | 63 | 25 | +38 | 46   | Bajnok, 1985–1986-os BEK                       |
| 2  | Rába ETO                    | 30       | 15 | 6  | 9  | 57 | 49 | +8  | 36   | 1985–1986-os UEFA-kupa                         |
| 3  | Videoton SC                 | 30       | 14 | 8  | 8  | 43 | 28 | +15 | 36   | 1985–1986-os UEFA-kupa, 1985-ös Intertotó-kupa |
| 4  | Zalaegerszegi TE            | 30       | 13 | 8  | 9  | 38 | 31 | +7  | 34   | 1985-ös Intertotó-kupa                         |
| 5  | Vasas SC                    | 30       | 10 | 11 | 9  | 56 | 44 | +12 | 31   |                                                |
| 6  | Békéscsabai Előre Spartacus | 30       | 12 | 6  | 12 | 42 | 53 | -11 | 30   |                                                |
| 7  | Csepel SC                   | 30       | 10 | 10 | 10 | 23 | 27 | -4  | 30   |                                                |
| 8  | Debreceni MVSC              | 30       | 11 | 8  | 11 | 35 | 33 | +2  | 30   | 1985–1986-os közép-európai kupa                |
| 9  | Szombathelyi Haladás        | 30       | 10 | 9  | 11 | 32 | 34 | -2  | 29   |                                                |
| 10 | Újpesti Dózsa               | 30       | 10 | 8  | 12 | 37 | 35 | +2  | 28   | 1985-ös Intertotó-kupa                         |
| 11 | Pécsi MSC                   | 30       | 9  | 10 | 11 | 33 | 35 | -2  | 28   |                                                |
| 12 | Tatabányai Bányász          | 30       | 11 | 6  | 13 | 44 | 47 | -3  | 28   | 1985–1986-os kupagyőztesek Európa-kupája       |
| 13 | Ferencvárosi TC             | 30       | 11 | 6  | 13 | 34 | 38 | -4  | 28   |                                                |
| 14 | MTK-VM                      | 30       | 11 | 5  | 14 | 44 | 45 | -1  | 27   | 1985-ös Intertotó-kupa                         |
| 15 | Eger SE                     | 30       | 10 | 5  | 15 | 26 | 42 | -16 | 25   | Kiestek az NB II-be                            |
| 16 | Szegedi EOL AK              | 30       | 6  | 2  | 22 | 32 | 73 | -41 | 14   | Kiestek az NB II-be                            |

#### Eredmények összesítése
Az alábbi táblázatban összesítve szerepelnek a Ferencvárosi TC 1984/85-ös bajnokságban elért eredményei.
| Ősz/tavasz (forduló)    | Otthon | Otthon | Otthon | Otthon | Otthon | Otthon | Otthon | Idegenben | Idegenben | Idegenben | Idegenben | Idegenben | Idegenben | Idegenben |
| Ősz/tavasz (forduló)    | M      | GY     | D      | V      | LG–KG  | GK     | P      | M         | GY        | D         | V         | LG–KG     | GK        | P         |
| ----------------------- | ------ | ------ | ------ | ------ | ------ | ------ | ------ | --------- | --------- | --------- | --------- | --------- | --------- | --------- |
| Őszi szezon (1–15.)     | 7      | 2      | 1      | 4      | 8–8    | 0      | 5      | 8         | 3         | 1         | 4         | 10–14     | –4        | 7         |
| Tavaszi szezon (16–30.) | 8      | 6      | 1      | 1      | 11–4   | +7     | 13     | 7         | 0         | 3         | 4         | 5–12      | –7        | 3         |
| Összesen (1–30.)        | 15     | 8      | 2      | 5      | 19–12  | +7     | 18     | 15        | 3         | 4         | 8         | 15–26     | –11       | 10        |

### Magyar kupa
| 1984. augusztus 29. |

| Zsámbék | 0 – 8       | Ferencváros                                  |
| ------- | ----------- | -------------------------------------------- |
|         | Jegyzőkönyv | Répási Pölöskei Szabadi Pintér Takács Szántó |

| Tök |

| 1984. október 31. |

| Lajosmizse | 0 – 2       | Ferencváros   |
| ---------- | ----------- | ------------- |
|            | Jegyzőkönyv | Rubold Kovács |

| Lajosmizse |

A legjobb 16-ba jutásért
| 1984. november 28. |

| BVSC | 0 – 2               | Ferencváros     |
| ---- | ------------------- | --------------- |
|      | (0 – 0) Jegyzőkönyv | Pölöskei Takács |

| Szőnyi úti Stadion, Budapest Nézőszám: 4 000 Játékvezető: Makó J. (magyar) |

Nyolcaddöntő
| 1985. február 27. |

| Ferencváros | 4 – 1 (h. u.)                     | Debreceni MVSC |
| ----------- | --------------------------------- | -------------- |
|             | (1 – 0, 1 – 1, 3 – 1) Jegyzőkönyv |                |

| Üllői út, Budapest |

Negyeddöntő
| 1985. április 10. |

| Budapesti Honvéd | 2 – 1       | Ferencváros |
| ---------------- | ----------- | ----------- |
|                  | Jegyzőkönyv | Szabadi     |

| Budapest |

### Egyéb mérkőzések
| 1984. július 8. |

| FC Vága | 4 – 5       | Ferencváros                             |
| ------- | ----------- | --------------------------------------- |
|         | Jegyzőkönyv | Zsinka Szabadi Zsivóczky Kvaszta Rubold |

| Galánta |

| 1984. július 18. |

| Ferencváros         | 3 – 0       | AGF Aarhus |
| ------------------- | ----------- | ---------- |
| Koch Szabadi Zsinka | Jegyzőkönyv |            |

| Üllői út, Budapest |

| 1984. július 26. |

| Ferencváros                    | 7 – 0       | Salmiya Kuwait |
| ------------------------------ | ----------- | -------------- |
| Répási Szabadi Pintér Pölöskei | Jegyzőkönyv |                |

| Üllői út, Budapest |

| 1984. augusztus 7. |

| Betis | 2 – 0       | Ferencváros |
| ----- | ----------- | ----------- |
|       | Jegyzőkönyv |             |

| Sevilla |

| 1984. október 16. |

| Slovan Rimavska Sobota | 0 – 3       | Ferencváros           |
| ---------------------- | ----------- | --------------------- |
|                        | Jegyzőkönyv | Szabadi Répási Pogány |

| Rimaszombat |

| 1985. február 23. |

| Ferencváros | 1 – 0       | Sturm Graz |
| ----------- | ----------- | ---------- |
| Mészáros    | Jegyzőkönyv |            |

| Üllői út, Budapest |